# Elizabeth Gaskell
Elizabeth Cleghorn Gaskell, născută Stevenson (n. 29 septembrie 1810, Greater London, Anglia, Regatul Unit al Marii Britanii și Irlandei – d. 12 noiembrie 1865, Alton, Hampshire, Anglia, Regatul Unit al Marii Britanii și Irlandei), a fost o romancieră engleză din perioada victoriană.

## Prezentare
Romanele sale au o tentă socială și descriu mediul muncitoresc sau cel al burgheziei acelei epoci.

## Opera
- 1848 - Mary Barton, o poveste despre viața din Manchester ("Mary Barton, a Tale of Manchester")
- 1853 - Cranford
- 1855 - Nord și Sud ("North and South")
- 1863 - Adoratorii Silviei ("Sylvia's Lovers")
- 1866 - Soții și fiice ("Wives and Daughters").

Elizabeth Gaskell a scris și o biografie a scriitoarei Charlotte Brontë.
1. 1 2  Mrs. Gaskell, Internet Speculative Fiction Database, accesat în 9 octombrie 2017
2. 1 2 3  Autoritatea BnF, accesat în 10 octombrie 2015
3. 1 2  Elizabeth Gaskell, Find a Grave, accesat în 9 octombrie 2017
4. 1 2  Kratkaia literaturnaia iențiklopedia
5. ↑  A Historical Dictionary of British Women
6. 1 2  Oxford Dictionary of National Biography
7. 1 2   https://gaskellsociety.co.uk/elizabeth-gaskell/ Lipsește sau este vid: |title= (ajutor)
8. ↑  The Feminist Companion to Literature in English[*], p. 412 Verificați valoarea |titlelink= (ajutor)
9. 1 2 3 4  Kindred Britain
10. 1 2  The Peerage
11. ↑  CONOR.SI[*] Verificați valoarea |titlelink= (ajutor)
12. ↑  Czech National Authority Database, accesat în 30 august 2020